# Рокіти (Поморське воєводство)
Рокіти (пол. Rokity, нім. Groß Rakitt) — село в Польщі, у гміні Чарна Домбрувка Битівського повіту Поморського воєводства.
Населення — 548 осіб (2011).
У 1975-1998 роках село належало до Слупського воєводства.

## Демографія
Демографічна структура станом на 31 березня 2011 року:
|          | Загалом | Допрацездатний вік | Працездатний вік | Постпрацездатний вік |
| -------- | ------- | ------------------ | ---------------- | -------------------- |
| Чоловіки | 282     | 65                 | 195              | 22                   |
| Жінки    | 266     | 73                 | 158              | 35                   |
| Разом    | 548     | 138                | 353              | 57                   |